# Biserica „Sfântul Arhanghel Mihail” din Isăicani
Biserica „Sf. Arhanghel Mihail” este o biserică amplasată în Isăicani, raionul Nisporeni, Republica Moldova. Este un monument arhitectural de importanță națională inclus în Registrul monumentelor Republicii Moldova ocrotite de stat cu nr. 898 (raionul Nisporeni). Datează din 1914.